# Asbolândia

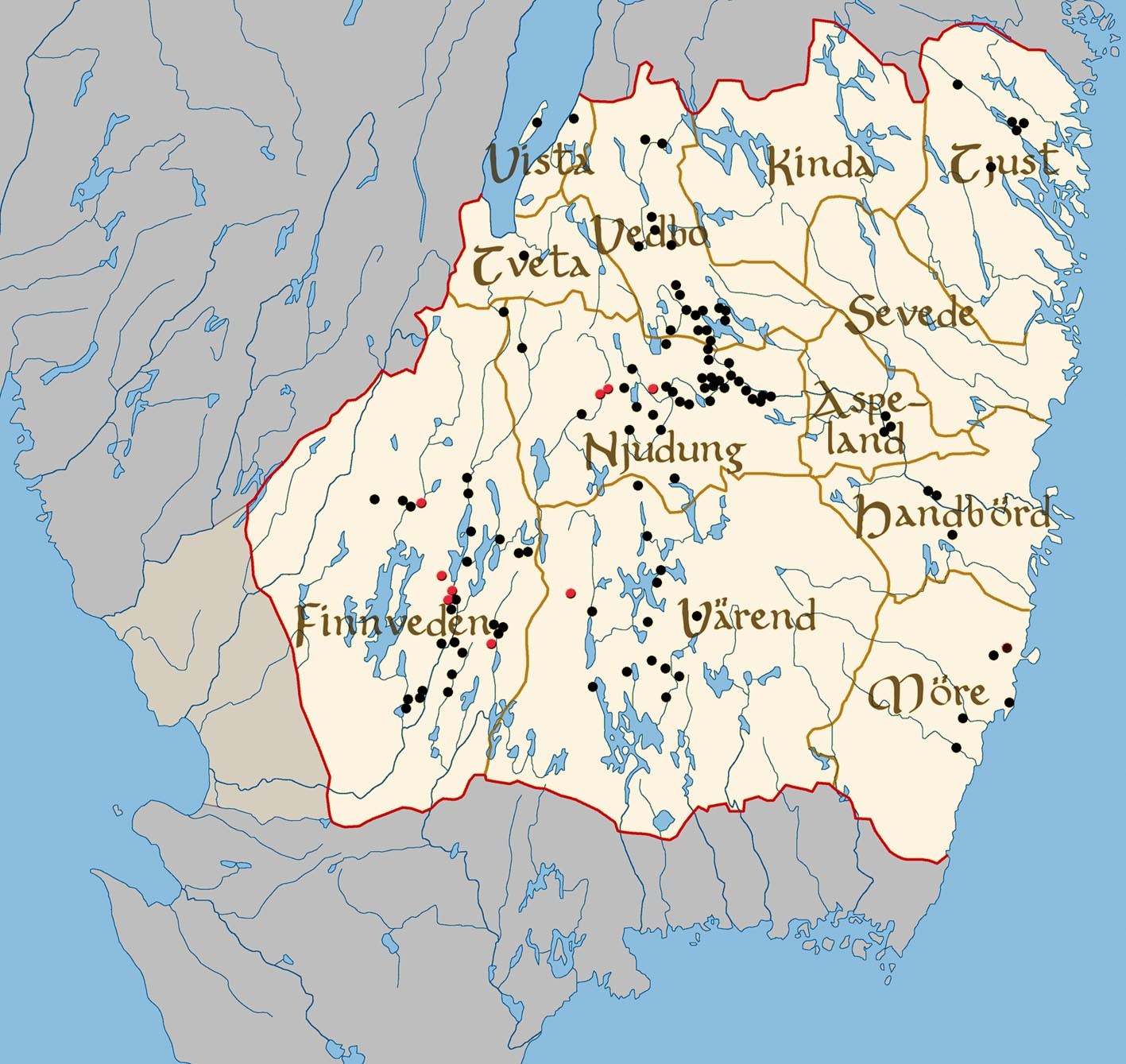
As pequenas terras da Esmolândia. Os pontos pretos e vermelhos marcam as pedras rúnicas da região

Asbolândia (em latim: Asbolandia; em sueco: Aspeland) era uma das treze terras pequenas (semelhantes às folclândias da Uplândia) que se uniram para formar a Esmolândia, na Suécia, e compunha parte da sua porção leste. Estava entre a Handborda, ao sul, e o Sevede, ao norte.

## História
Durante a Idade Média, a Asbolândia compreendia mais ou menos a atual comuna de Hultsfredo, bem como grande parte da paróquia de Cristdala. Seu nome significa a terra dos que viviam nos cumes de ambos os lados do Em. Eclesiasticamente, era subordinada à Diocese de Lincopinga e juridicamente vigorava ali a Lei da Gotalândia Oriental. Sua sede estava em Molila.
Segundo carta de março de 1422, fruto do conflito entre dominicanos e o bispo de Lincopinga, os primeiros acumulara fundos de cerca de 170 anos de pessoas pobres de Moria, Olândia e Sydherd, fundos então destinados a Sevede, Asbolândia e Handborda. Tiúscia, Handborda, Sevede, Asbolândia e o Condado de Tuna compunham o norte do Condado de Calmar e eram alugados aos cidadãos de Vestervique. A Asbolândia era controlada pelo bailio do Castelo de Calmar.